# Општина Симинича (Сучава)
Симинича (рум. Siminicea) општина је у Румунији у округу Сучава.
Oпштина се налази на надморској висини од 312 m.